# Crataegus haemacarpa
Crataegus haemacarpa är en rosväxtart som beskrevs av William Willard Ashe. Crataegus haemacarpa ingår i hagtornssläktet som ingår i familjen rosväxter. Inga underarter finns listade i Catalogue of Life.